# CR Vasco da Gama (Frauenfußball)
Die Frauenfußballabteilung des CR Vasco da Gama in Rio de Janeiro im Bundesstaat Rio de Janeiro besteht mit mehreren Jahrzehnten Unterbrechung seit beinahe hundert Jahren.

## Geschichte
Weibliche Fans des Vereins haben bereits am 23. August 1923 den Sport Club Feminino Vasco da Gama gegründet, der 1929 in den Ruderclub inkorporiert wurde. Mit der Verhängung der Prohibition gegen den Fußballsport durch Frauen 1941 wurde diese Abteilung aufgelöst.
Erst 1993 stellte der Verein ein neues Frauenteam auf, welches das kommende Jahrzehnt den Frauenfußball in Rio de Janeiro dominierte. Den Kern dieser Mannschaft bildeten ehemalige Spielerinnen des EC Radar. Zu den bekannten Spielerinnen dieser Zeit zählt Pretinha. Im Jahr 2000 begann die mehrfache Weltfußballerin Marta ihre professionelle Karriere in dem Verein. Ab 2009 in Kooperation mit der brasilianischen Marine, repräsentierte der Club diese bei internationalen Militärwettkämpfen. 2013 nahm der Club an der ersten nationalen Meisterschaft der Frauen teil. Nach einer mehrjährigen Phase ruhender Aktivitäten, befindet sich die Frauenabteilung seit 2016 im Wiederaufbau. 

## Erfolge
| Meisterschaft der Série A3             | (1×): | 2024                                           |
| Taça Brasil                            | (3×): | 1993, 1994, 1998                               |
| Staatsmeisterschaft von Rio de Janeiro | (8×): | 1996, 1997, 1998, 1999, 2000, 2010, 2012, 2013 |

## Stadion
Der Verein nutzt hauptsächlich das Stadion des Artsul FC (Estádio Nivaldo Pereira) in Nova Iguaçu als Heimspielstätte seiner Frauenmannschaft.